# Кудур-Эллиль
Кудур-Эллиль — касситский царь Вавилонии, правил приблизительно в 1265 — 1256 годах до н. э.
Сын Кадашман-Эллиля II.
В царском списке (так называемый список А) имя Кудур-Эллиля сохранилось не полностью, можно только прочитать Кудур-…, а дальше — лакуна. Из списка известно, что этот царь правил 6 лет и был сыном Кадашман-Эллиля II, а также отцом Шагаракти-Шуриаша, однако всё это может быть только позднейшим дополнением.
Царь Кудур-[…] из царского списка обычно отождествляется с известным из примерно 180 средневавилонских хозяйственных текстов Кудур-Эллилем и о котором известно, что он правил минимум 8 лет. Также от его правления сохранилась строительная надпись из Ниппура и межевой пограничный камень (кудурру) из Ларсы. В каком отношении родства он состоял к Кадашман-Эллилю II и Шагаракти-Шуриашу, из этих надписей неизвестно.
По принятой в науке хронологии считается, что Кудур-Эллиль правил 9 лет.